# Rodrigo Corrêa Dantas
Rodrigo Corrêa Dantas, noto semplicemente come Rodriguinho (Rio de Janeiro, 20 ottobre 1989), è un calciatore brasiliano, centrocampista del Resende.

## Caratteristiche tecniche
È un centrocampista centrale che può agire anche da trequartista.

## Palmarès

### Club

#### Competizioni statali
- Campionato Carioca: 1

Botafogo: 2010